# Teorema da representação de Skorokhod
Em matemática e estatística, o teorema da representação de Skorokhod é um resultado que mostra que uma sequência fracamente convergente de medidas de probabilidade cuja medida de limite é suficientemente bem comportada pode ser representada como a distribuição/lei de uma sequência pontualmente convergente de variáveis aleatórias definida em um espaço de probabilidade comum. Recebe este nome em homenagem ao matemático ucraniano Anatoliy Skorokhod.

## Afirmação do teorema
Considere {\displaystyle \mu _{n}}, {\displaystyle n\in \mathbb {N} } uma sequência de medidas de probabilidade em um espaço métrico {\displaystyle S} tal que {\displaystyle \mu _{n}} converge fracamente a alguma medida de probabilidade {\displaystyle \mu _{\infty }} em {\displaystyle S} conforme {\displaystyle n\to \infty }. Suponha também que o suporte de {\displaystyle \mu _{\infty }} é separável. Então, existem variáveis aleatórias {\displaystyle X_{n}} definidas em um espaço de probabilidade comum {\displaystyle (\Omega ,{\mathcal {F}},\mathbf {P} )} tal que a lei de {\displaystyle X_{n}} é {\displaystyle \mu _{n}} para todo {\displaystyle n} (incluindo {\displaystyle n=\infty }) e tal que {\displaystyle X_{n}} converge a {\displaystyle X_{\infty }},  {\displaystyle \mathbf {P} }-quase certamente.